# Neosittidae
Los neosítidos o neositas (Neosittidae) son una familia de aves paseriformes pequeñas que sólo se encuentran en Australasia. 
Se parecen a los Certhiidae, pero tienen las colas más blandas. No migran más allá de realizar movimientos locales.
Las sitelas son aves de bosque pequeñas, con picos finos curvados hacia abajo que usan para extraer insectos de la corteza. Los nidos son copas abiertas, construidos sobre horquetas de ramas. 
Anteriormente eran clasificadas en dos géneros separados, Daphoenositta y Neositta para la especie de D. chrysoptera. Ahora los dos géneros suelen fusionarse en Daphoenositta que tiene la prioridad.

## Especies
Se reconocen las siguientes:
- Daphoenositta miranda, neosita negra;[4]
- Daphoenositta chrysoptera, neosita variable;[4]
  - Daphoenositta (chrysoptera) papuensis, neosita papú (para algunos es una especie plena)